# 长片

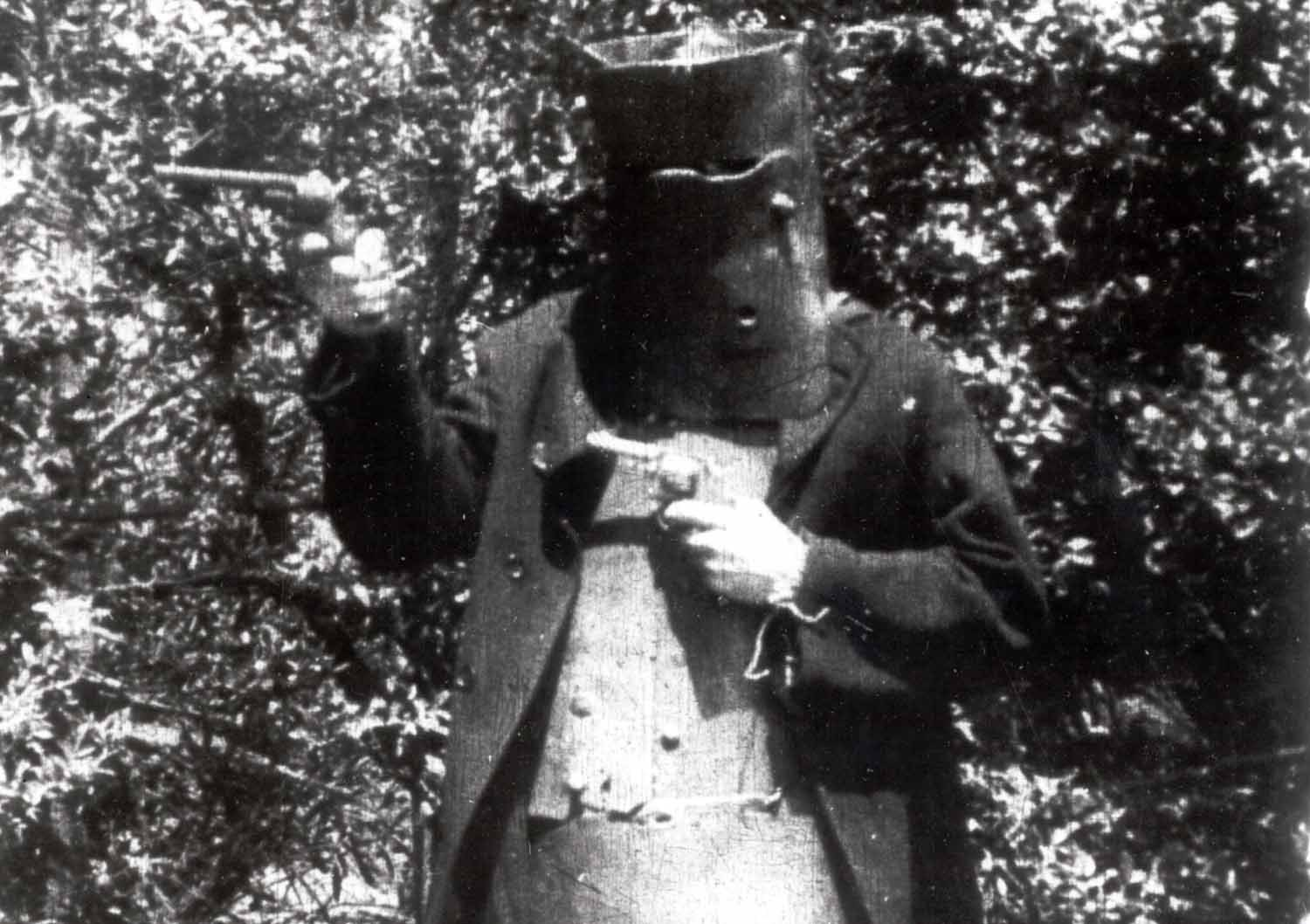
電影《凱利幫的故事》時長70分鐘

长片（feature film）是指放映時間一般在至少40分钟以上的電影。
根據美國影藝學院、美國電影學院和英國電影協會，長片的放映時間需要長達40分鐘或更長時間，而美國演員工會則認為長片的放映時間应达到75分鐘或更長時間。